# Norbert Burgmüller
August Joseph Norbert Burgmüller, nemški skladatelj, * 8. februar 1810, Düsseldorf, † 7. maj 1836, Aachen.

## Življenje
Norbert je bil najmlajši sin, rojen v glasbeni družini. Njegov oče, August Burgmüller, je bil ravnatelj gledališča, mati, Therese von Zandt, pa je bila pevka in učiteljica klavirja. Imel je dva brata, Franza in Friedricha, ki sta bila tudi skladatelja. Po očetovi smrti se je družina začela soočati s finančnimi problemi, vendar jim je pomoč nudil grof Franz von Nesselrode-Ehreshoven. 
Norbert je kompozicijo študiral pri Louisu Spohru in njegovemu učencu Moritzu Hauptmannu v Kasslu. Tam je po končanem študiju opravljal poklic klavirskega učitelja. Zaročil se je s Sophio Roland, vendar se je zveza leta 1830 končala s čustveno neugodnimi posledicami za Norberta. Postal je epileptik in začel pretirano uživati alkoholne pijače.
Istega leta se je vrnil v Düsseldorf in živel pri svoji mami. Tu se je spoprijateljil s Felixom Mendelssohnom. Njegova nova ljubezen s Josephine Collin se je tudi slabo končala. Ko je Mendelssohn leta 1835 odšel v Leipzig, je koval načrte za odhod v Pariz, kjer je bival njegov brat Friedrich. Leta 1836 je odšel v Aachenske toplice, kjer se je utopil med epileptičnim napadom.

## Dela
- Orkester
  - Simfonija št.1, c mol, op.2 (1831-33)
  - Simfonija št.2, D dur, op.11 (1834/35, nedokončana)
  - Uvertura, f mol, op.5 (1825)
  - 4 entr'acte, op.17 (1827/28)
  - Klavirski koncert, fis mol, op.1 (1828/29)
- Vokalna dela
  - Dionys, opera po Schillerjevi baladi Die Bürgschaft (1832/34, osnutek)
  - 23 samospevov
- Komorna glasba
  - Godalni kvartet št.1, d mol, op.4 (1825)
  - Godalni kvartet št.2, d mol, op.7 (1825/26)
  - Godalni kvartet št.3, As dur, op.9 (1826)
  - Godalni kvartet št.4, a mol, op.14 (1835)
  - Duo v Es duru, op.15, za klarinet in klavir (1834)
- Klavirksa glasba
  - Sonata v fis molu, op.8 (1826)
  - Valček, Es dur (1827)
  - Poloneza, F dur, op.16 (1832)
  - Rapsodija, h mol, op.13 (1834)

Oznake opusov ne odgovarjajo kronologiji nastanka skladb.